# Conseil général des mines
Pour les articles homonymes, voir CGM.
Le Conseil général des mines (CGM) était une entité administrative française créée par décret impérial de 1810,  rattachée au ministère de l'Économie, des Finances et de l'Emploi. Son histoire et ses missions sont étroitement liées à celles du Corps des mines.
Le conseil général des Mines a fusionné en janvier 2009 avec le Conseil général des technologies de l'information pour créer le Conseil général de l'industrie, de l'énergie et des technologies (CGIET).
Le 1er mars 2012, le CGIET est devenu le conseil général de l’économie, de l’industrie, de l’énergie et des technologies  (CGEIET).
Il voit son champ de compétences élargi en matière financière.

## Missions
Le conseil général des mines (en abrégé CGM) disposait de compétences de nature administrative, économique et technique, principalement en matière de gestion du sous-sol, d'énergie, de gestion des risques liés à l'activité industrielle et à ses produits, de développement économique, de protection de l'environnement, d'innovation et de formation.
Il était chargé de l'inspection administrative des Directions régionales de l'industrie, de la recherche et de l'environnement (DRIRE).

## Organisation
Le Conseil était statutairement présidé par le ministre chargé de l'industrie. Il était de fait géré par un vice-président, assisté de plusieurs présidents de section, une section juridique, une section technique, une section innovation et entreprise (cette dernière étant commune au conseil général des mines et au conseil général des technologies de l'information).
Au 12 mai 2007, les responsables suivants étaient en fonction : 
- Jean-Jacques Dumont (vice-président) ;
- Philippe Saint-Raymond (président de la section juridique),
- Marc Caffet (président de la section technique),
- Jean-Michel Yolin (coprésident de la section « Innovation et entreprise »).

Le conseil général des mines avait deux services sous son autorité :
- le service du conseil général des mines, qui assurait la gestion des carrières des ingénieurs du Corps des mines au sein de l'administration ;
- le service de la tutelle des Écoles des mines (le CGM avait la charge de cette tutelle) ;
- la rédaction des Annales des Mines, avec ses trois revues Réalités industrielles, Gérer et comprendre, Responsabilité et environnement lui était aussi rattachée.

## Histoire
Le conseil général des mines figure au titre III du décret du 18 novembre 1810 « contenant organisation du Corps impérial des Ingénieurs des Mines ». Un de ses vice-présidents les plus connus au XIXe siècle fut de 1861 à 1868 le géologue Léonce Élie de Beaumont (1798-1874), par ailleurs secrétaire perpétuel de l'Académie des sciences. Depuis la Libération, on relève parmi les vice-présidents les noms de Raymond Lévy (1987-1992), président d'honneur de Renault, ou de Jean Syrota (1993-1997), ancien président de la COGEMA.

## Liste des vice-présidents du conseil général des mines
- 1810-1813 : Antoine-Marie Lefebvre d'Hellencourt
- 1813-1832 : Claude-Hugues Lelièvre
- 1832 : Jean-Baptiste Guillot-Duhamel
- 1832-1834 : Baron Antoine-Marie Héron de Villefosse
- 1834-1861 : Antoine Cordier
- 1861-1868 : Léonce Élie de Beaumont
- 1868-1871 : Charles Combes
- 1871-1872 : Édouard de Billy
- 1872-1879 : Emmanuel-Louis Grüner
- 1879-1882 : Charles-Amable-Alban Judas du Souich
- 1882-1884 : Jean Ludovic Guillebot de Nerville
- 1884-1886 : Louis-Marcellin Tournaire
- 1886-1887 : André-Eugène Jacquot
- 1887-1899 : Oscar Linder
- 1899-1900 : Eugène Vicaire
- 1901-1903 : Julien Haton de La Goupillière
- 1903-1911 : Louis Aguillon
- 1911-1915 : René Charles Zeiller
- 1916-1921 : Louis Tauzin
- 1921-1922 : Louis Paul Henriot
- 1922-1925 : François Jules Camille Dougados
- 1925-1929 : Baron Charles Marie Walckenaer
- 1929-1934 : Honoré Lantenois
- 1934-1939 : Jean Emmanuel Marie Bès de Berc
- 1939-1941 : Charles Antoine Marie Roch de Ruffi de Pontevès-Gévaudan[1]
- 1941-1943 : Louis Crussard
- 1943-1945 : André Louis Lochard
- 1945-1947 : Étienne Audibert
- 1947-1960 : Lambert Blum-Picard
- 1961-1966 : Edmond Friedel
- 1966-1969 : Georges Joseph Louis Schneider
- 1969-1982 : Jean Blancard
- 1982-1987 : Pierre Alby
- 1987-1992 : Raymond Lévy
- 1993-1997 : Jean Syrota
- 1997-2006 : Rodolphe Greif
- 2006-2009 : Jean-Jacques Dumont